# Grønningen (København)
 For alternative betydninger, se Grønningen. (Se også artikler, som begynder med Grønningen)
Grønningen er en boulevard langs Kastellet i København. Den forbinder Bredgade og den krydsende Esplanaden med Oslo Plads og er anlagt 1905 efter nedrivningen af Husarkasernen. Der var flere arkitektkonkurrencer om, hvordan dette trekantede areal mellem Nyboder og Kastellet skulle bebygges. Gaden er anlagt på Kastellets udenværker, og det var sidste gang, at fæstningen blev decimeret.

## Historie
Den trekantede plads mellem Esplanaden, Nyboder og Kastellet benyttedes siden 1782 til en reberbane, der senere blev omdannet til en garderhusarkaserne. I begyndelsen af det 20. århundrede blev det besluttet at nedrive de forældede bygninger for at gøre plads til etageejendomme af høj klasse. Der blev udskrevet en konkurrence, og 29. juni 1903 vedtog kommunen en plan for området. Nedrivningen af kasernen begyndte 1. november 1905, og kort efter blev området solgt til private investorer. En bred boulevard inspireret af Baron Haussmanns i Paris blev anlagt på kanten af Kastellet, og mellem etageejendommene anlagdes fire korte gader med navne hentet på Bornholm. Planen krævede at alle lejligheder der vendte ud mod Grønningen skulle have mellem seks og tolv værelser, mens resten af lejlighederne skulle have mindst fem værelser.
Byggeriet begyndte i den sydlige ende af gaden i 1905, og derefter fulgte dem nærmest den nuværende Oslo Plads. Efter det gik grundsalget i stå, da der var overskud af lejligheder i byen på det tidspunkt. I 1908 havde København 400.000 indbyggere og 10.000 tomme lejligheder.
En gruppe kunstnere, der havde brudt med Den Frie Udstilling, fik tilladelse til at opstille en midlertidig pavilion på en af de tomme grunde og tog navnet Grønningen efter gaden. Carl Petersen tegnet bygningen, der blev kaldt for "Indianerhytten" i daglig tale grundet dens eklektiske form. Den blev revet ned efter få år, og kunstnerne måtte finde sig et andet sted, da der kom fornyet interesse for grundene.

## Bygninger
Den statelige etageejendom på hjørnet af Grønningen og Esplanaden (Grønningen 1) blev opført i 1906 efter tegninger af Henning Hansen. Den er forsynet med to små tårne, der flankerer hovedindgangen. Bygningen blev udvidet nordpå af samme arkitekt i 1933 (Grønningen 3a-b).
Bygningen i den anden ende af gaden (Grønningen 21-25) er det tidligere hovedkontor for Nordisk Gjenforsikrings Selskab. Det blev opført i 1910 af Axel Preisler og blev renoveret i 2006. Det er nu hovedkontor for M. Goldschmidt Holding. Den store ejendom ved siden af i nr. 17-19 er det tidligere hovedkontor for Nordisk Livsforsikrings-Aktieselskab af 1897. Det blev opført i 1913-1914 efter tegninger af Vilhelm Fischer (fuldført af N.P.P. Gundstrup). Nr. 17 huser nu IT virksomheden Netcompany.
Hagemanns Palæ i nr. 11 blev opført i 1918 af Carl Brummer for vekseleren Paul Hagemann. Bygningen fungerer nu som Finlands ambassade/ambassadørbolig.
I nr. 15 ligger Brasiliens ambassade.
Etageejendommen i nr. 7-9 blev opført i 1935-1936 efter tegninger af Ib Lunding. Trods sin robuste funktionalistiske stil er det kendt som Boblehuset eller Champagnehuset på grund af de uregelmæssigt placerede runde vinduer i trappehuset. Bygningen blev fredet i 1997.

## Skulpturer
Ved nr. 25 står  Anne Marie Carl-Nielsens statue Pegasus til minde om hendes mand, komponisten Carl Nielsen.
På det grønne område øst for gaden står der en bronzeafstøbning af Theobald Steins Neapolitansk vandbærer fra 1901. Den blev doneret af Carl Jacobsens legat Albertina.
Foran M. Goldschmidt Holdings hovedkontor blev der skabt en lille trekantet plads mellem Grønningen og Store Kongensgade. Her er der i 2011 opstillet en kopi en statue der forestiller titanen Atlas, der oprindelig var bestilt af Carl Jacobsen hos billedhuggeren Nicolai Schmidt i 1899. Originalen i zink og kobber, udført 1898-99 af billedhuggeren Nicolai Outzen Schmidt (1844-1910) stod på taget af Carlsbergs marketenderi i Københavns Frihavn. Siden 1972 har Atlas stået øverst på bryggeriet Carlsbergs kraftcentral i Valby. Myten om Atlas, der bærer himmelhvælvet, findes afbildet allerede i 500-t. f.Kr. I ændret form levede motivet videre i kunsten, efter at græske astronomer ca. 400 f.Kr. opdagede, at Jorden er en kugle, der befinder sig i centrum af et kuglerundt univers. Atlas med universet på skuldrene er blevet symbol på noget urokkeligt og driftsikkert, således som firmanavn for en dansk køleskabsfabrik, der i mange år havde den græske kæmpe som symbol. Skulpturen benyttes desuden i M. Goldschmidts logo.